# Deportes Savio
Deportes Savio ist ein honduranischer Fußballverein aus Santa Rosa de Copán. Aktuell spielt der Club in der ersten honduranischen Liga, der Liga Nacional de Fútbol de Honduras. Die Vereinsfarben sind rot und weiß. Seine Heimspiele trägt der Club im Estadio Miraflores, welches 3.000 Zuschauern Platz bietet, aus. Spitznamen von Deportes Savio sind Los Toros Rojos, Los Totoposteros und Los Benjamines.

## Geschichte
Deportes Savio wurde 1964 als Atlético Lempira gegründet. 1971 änderten sie ihren Namen in Santo Domingo Savio nach Drängen von Padre Chavarría, welcher das Team als Teil des Instituto Santo Domingo Savio in Santa Rosa de Copán integrieren wollte. 1995 kaufte der neue Vorstand die Lizenz von Deportes Progreseño, einem zweitklassigen Verein und änderten den Clubnamen in Deportes Savio.
1999 stieg der Verein in die erste honduranische Liga auf, wurden jedoch in der Saison 2001/2002 Letzter und stiegen damit wieder in die zweite Liga ab. 2006/2007 gelang erneut der Aufstieg, nachdem Deportes Savio in den Playoff-Spielen gegen Arsenal FC gewannen. Nach mehreren Spielzeiten in der höchsten Spielklasse stieg der Verein 2014 wieder in die zweite Liga ab.

## Erfolge
- Sieger der zweiten honduranischen Liga 2000, 2005, 2007